# Copaifera glycycarpa
Copaifera glycycarpa är en ärtväxtart som beskrevs av Adolpho Ducke. Copaifera glycycarpa ingår i släktet Copaifera, och familjen ärtväxter. Inga underarter finns listade i Catalogue of Life.